# يوم صنعاء
يوم صنعاء أحد أيام العرب في الجاهلية، لبني تميم على حمير في صنعاء.

## مقدمات
بعد انتصار الرباب في يوم النذور وقَتِل التيم للملك الحميري رجعت الرباب إلى بني تميم وبقيت التيم في نجران فجمعت حمير لتيم فظهرت على تيم فَقَتَلُوهُمْ وَأسرُوهُمْ وخصوا مِنْهُم قوما واستعبدوا آخَرين.

## المعركة
مسيرة جيش بني تميم

والأضبط هو أوّل من سار بجناحين وقلب وميمنة وميسرة، ومحلم بن سويط الضبي هو الذي عناه الفرزدق في قوله والرئيس الأوّل وهو الذي عناه ذو الرمة أيضاً في قوله:
وجمع النمر بن مرة بن حمان والأضبط بن قريع بني سعد وحنظلة من تميم ثم ساروا إلى صنعاء وهو الذي سار بالناس وله مجنبتان ومقدمة وساقة في هذه الغزاة، وبلغ الخبر أهل اليمن فقال بعضهم أبياتاً:
"الكفاء الكفء والقردود وسط ظهر الإنسان من عند عجزه إلى بين كتفيه المستدق وهو السيساء من الحمير فضربه مثلاً في الخيل لتبع بعضها بعضاً".
المعركة
فقدم النمر والأضبط في خيلهما اليمن فأغارا حتى انتهيا إلى صنعاء فقاتلا بها حمير فظهرا عليهم وأصابا فيهم واستنقذوا من كان في أيديهم من أسارى التيم وأقاما بأرض اليمن حولاً-سنة-يغير على قراهم يمينًا وشمالًا.
أطم الأضبط
وأما الأضبط: فهو الأضبط بن قريع بن عوف بن كعب بن سعد بن زيد مناة بن تميم، فلما انتصف منهم ومَلَكهُم، بنى بها أطما نسب اليه، ليثبت قتلهم وفعله بهم.

## في الشعر
وقال الأضبط بن قريع في بناءه الأطم وغزوه صنعاء:
وقال جرير في قصيدة الدامغة:
وقال جرير يمدح النمر ويهجو التيم: